# Молодіжна збірна Фарерських островів з футболу
Молодіжна збірна Фарерських островів з футболу — національна футбольна команда Фарерських островів гравців віком до 21 року, яка представляє країну на міжнародному рівні.
Молодіжна збірна цієї країни була заснована 2007 року і з 2009 року стала брати участь у офіційних матчах під егідою УЄФА. Наразі збірна жодного разу не потрапляла до фінальної стадії молодіжного чемпіонату Європи чи світу.

## Виступи начемпіонатах Європи
- 2009: не пройшла кваліфікацію
- 2011: не пройшла кваліфікацію
- 2013: не пройшла кваліфікацію
- 2015: не пройшла кваліфікацію
- 2017: не пройшла кваліфікацію
- 2019: не пройшла кваліфікацію
- 2021: не пройшла кваліфікацію
- 2023: не пройшла кваліфікацію
- 2025: не пройшла кваліфікацію